# Priesterath

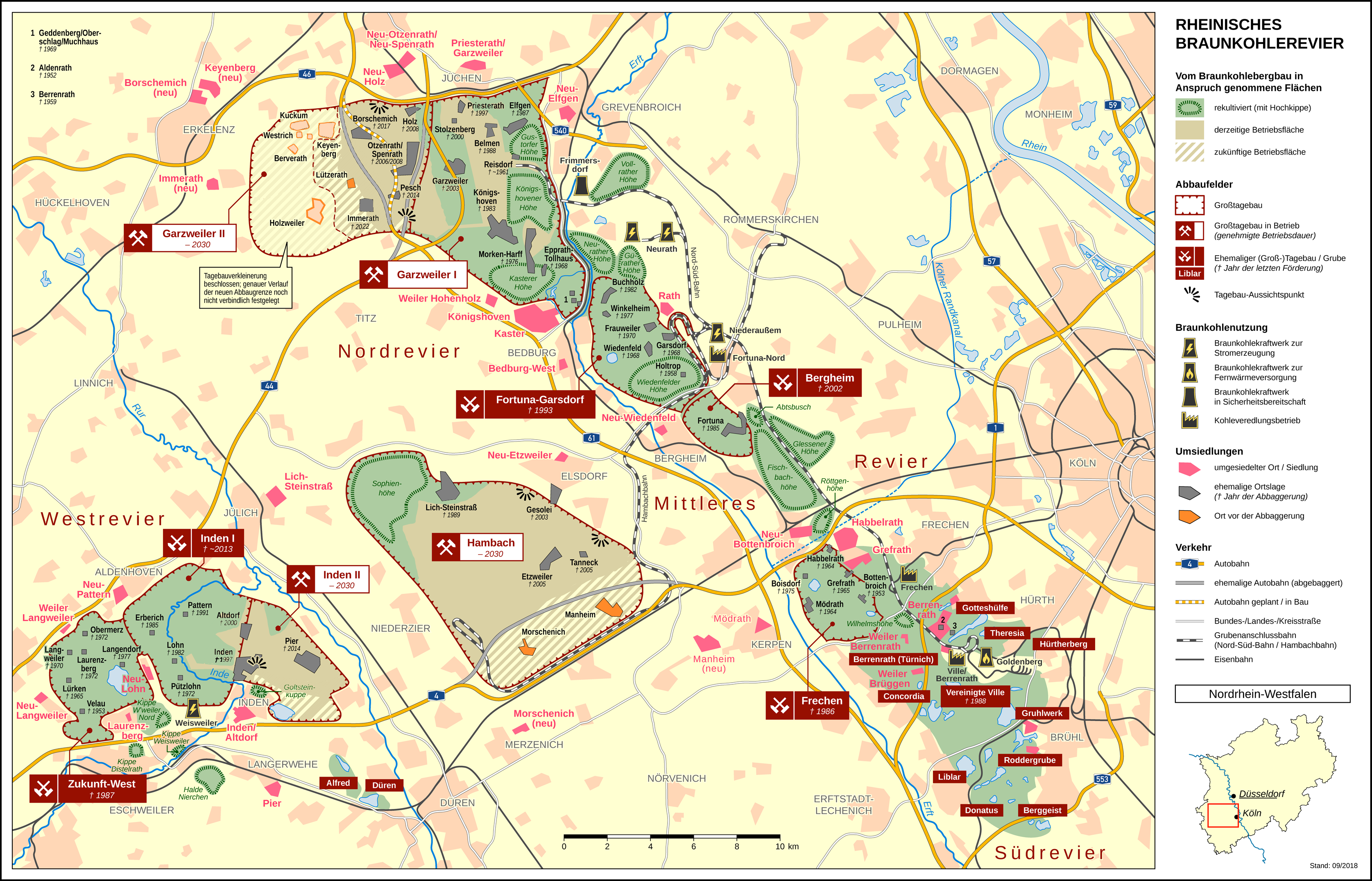
Lage des ehemaligen sowie des umgesiedelten Ortes Priesterath im Rheinischen Braunkohlerevier

Priesterath ist ein Ortsteil der Stadt Jüchen im Rhein-Kreis Neuss in Nordrhein-Westfalen. Der ursprüngliche Ort wurde 1984 bis 1989 umgesiedelt, da er dem Braunkohletagebau Garzweiler weichen musste. Der Ortsteil hat 253 Einwohner (Stand 30. November 2023).

## Geografie

### Alt-Priesterath

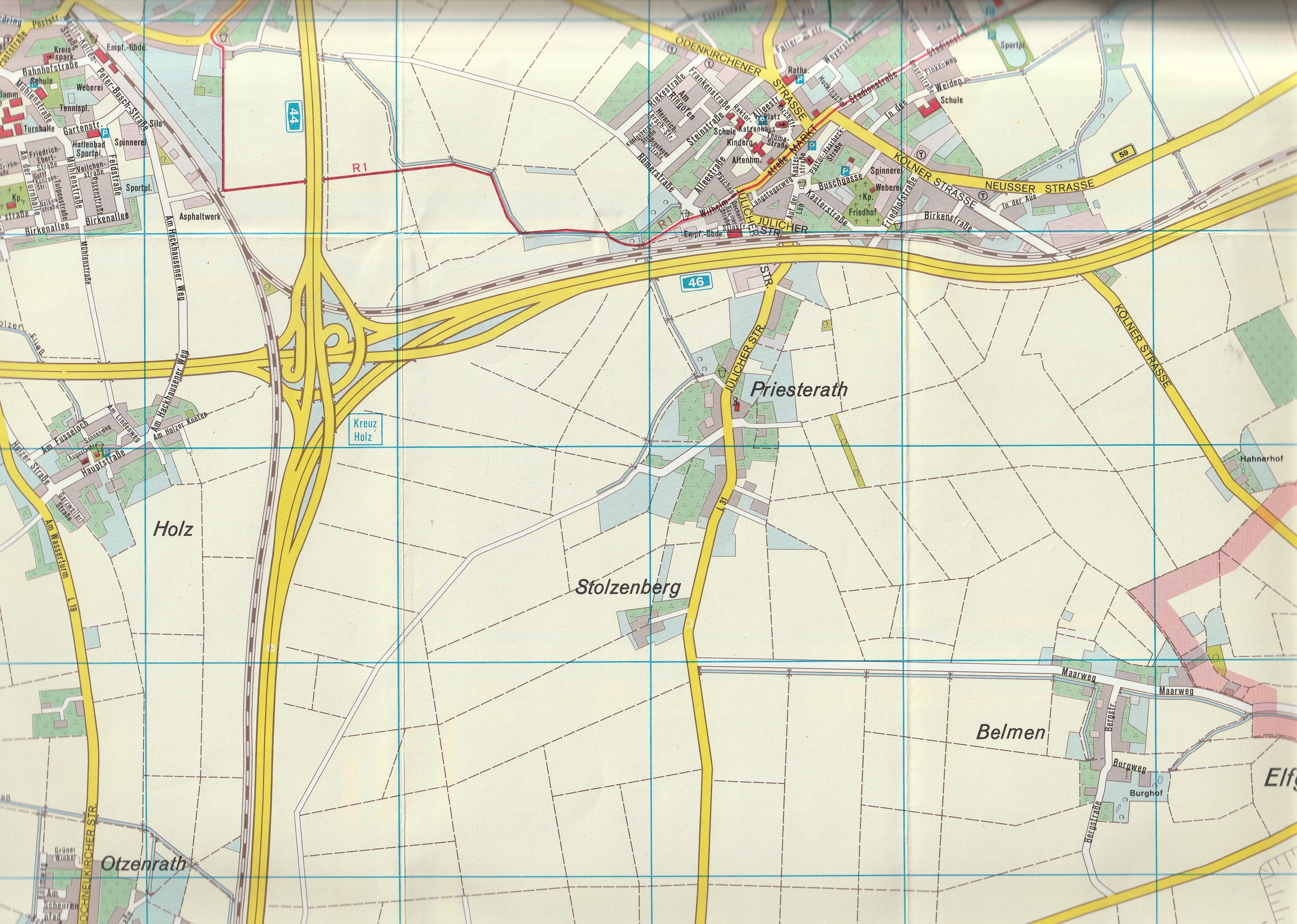
Alt Priesterath Ortsplan

Der alte Ort war ein Straßendorf an der Straße von Garzweiler nach Jüchen. Im Norden grenzte eine Siedlung, welche heute nahe der Aussichtsplattform des Tagebaus liegt und zu Jüchen gehört. Im Westen grenzte der heute auch umgesiedelte Ort Alt-Holz und die A44. Im Süden lagen das Gut Stolzenberg und Garzweiler. Im Osten lagen die Dörfer Elfgen und Belmen.

### Neu-Priesterath
Der neue Ort grenzt im Süden an Jüchen, im Westen an Schaan, im Norden an Kelzenberg und im Osten an den Umsiedlungsort Garzweiler.

## Geschichte

### Ortsname

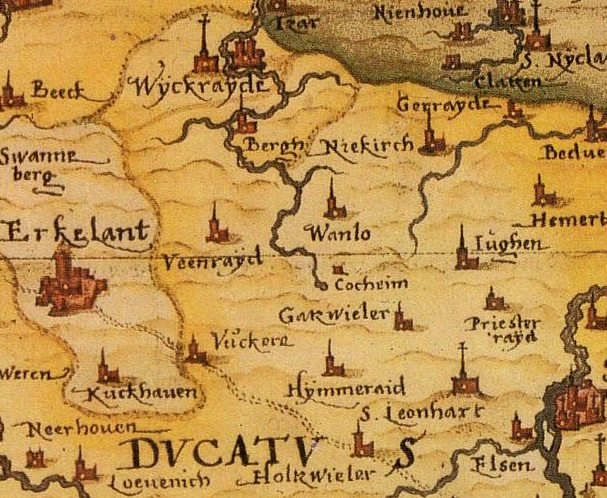
Priesterayd (ältere Schreibweise) auf einer Karte von 1575

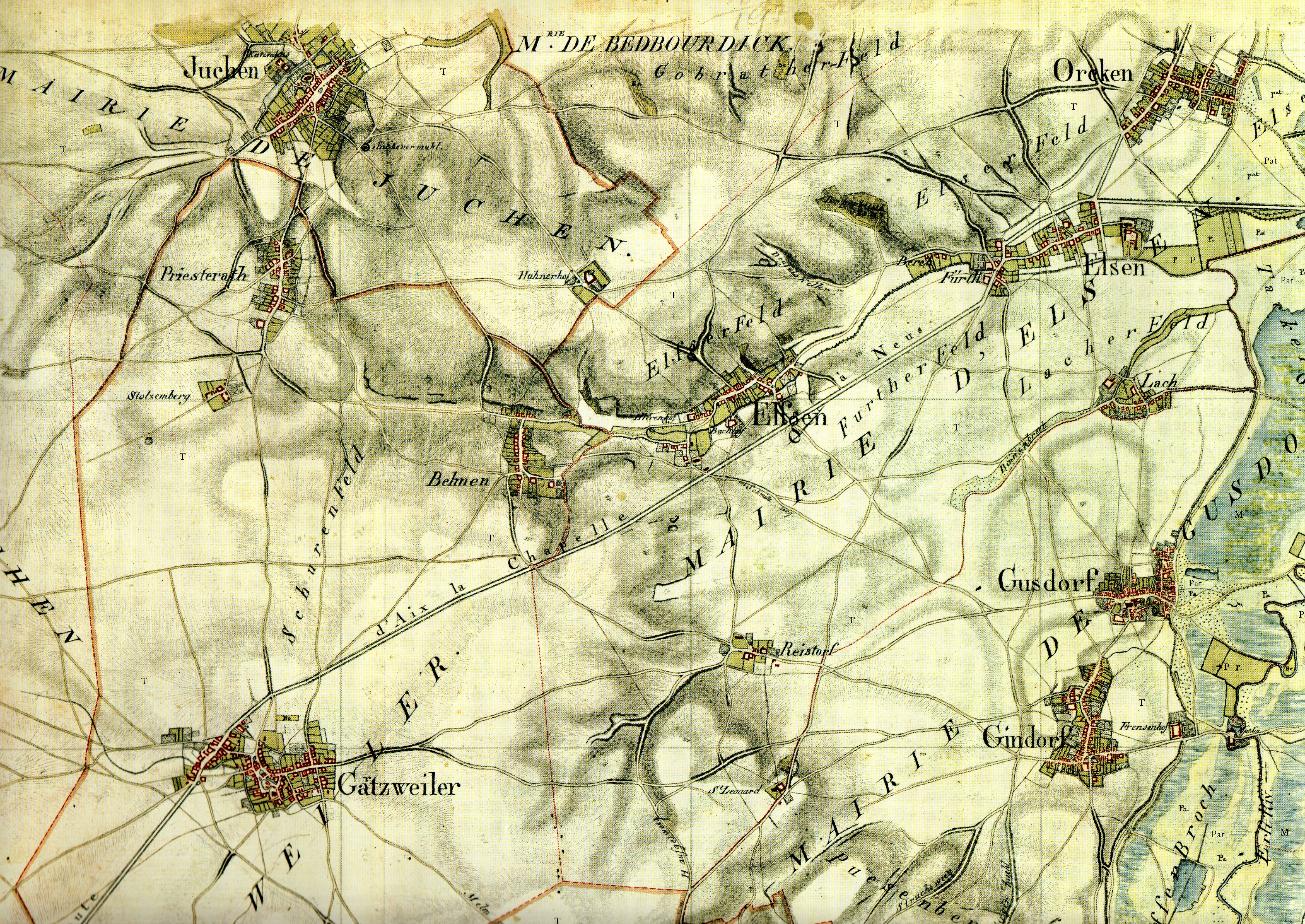
Priesterath, Tranchotkarte von 1807

Der Ortsname von Priesterath weist eine -rath Endung auf, welche auf einen Rodungsort aufmerksam macht, wie sie vermutlich im 9. und 10. Jahrhundert gegründet wurden. Der Ortsname stammt wohl daher, dass der Wald von Mönchen (also Priestern) gerodet wurde. Diese These wird auch durch eine Gemarkung an der ehemaligen Straße von Belmen nach Garzweiler gestützt. Die Bezeichnung für diese Gemarkung war „Auf'm Mönch“.

### Alt-Priesterath
Der alte Ort wurde wahrscheinlich im 9. oder 10. Jahrhundert als Rodungsort gegründet. Im 13. Jahrhundert besaß Dietrich III. von Myllendonk einen Lehnshofverband in Priesterath, welchen er am 13. November 1262 vergrößerte. Der zweite Sohn, Gerlach, verkaufte am 2. April 1274 die Höfe um Priesterath und andere an den Kölner Erzbischof Engelberth II.
Alt-Priesterath musste von 1984 bis 1989 aufgrund des Tagebau Garzweiler umsiedeln.

### Neu-Priesterath
„Priesterath“ ist innerhalb von Jüchen zu suchen. Für Umsiedler aus Priesterath und Stolzenberg entstanden dort neue Wohngebiete mit den Straßennamen „Priesterath“ und „Stolzenberg“. Der Mittelpunkt von Neu-Priesterath bildete der Glockenturm mit den alten Glocken in unmittelbarer Nähe zum Bürgerhaus. 2010 wurde der Glockenturm durch Brandstiftung zerstört. Es wurde ein neuer Turm mit neuer Glocke errichtet, welcher 2010 geweiht wurde.

## Baudenkmäler

Glockenturm, Klauth-Kreuz von 1846, Glocke, Denkmal und Buergerhaus

Historisches Klauth-Kreuz in Priesterath von 1846

Denkmal von Priesterath, rechts vor dem Bürgerhaus